# Koen Doens
Koen Doens (* um 1965) ist ein belgischer Philologe und hoher Beamter der Europäischen Union. Er leitet seit Oktober 2019 als Generaldirektor die Generaldirektion Internationale Partnerschaften (DG INTPA, zuvor DG DEVCO).

## Leben
Doens absolvierte von 1983 bis 1987 ein Studium der klassischen Philologie mit Masterabschluss und erwarb zudem 1991 einen Master in Internationaler Politik an der Universität Antwerpen. Er war dann Lehrer für Latein und Griechisch.
Von 1993 bis 2004 war Doens im belgischen diplomatischen Dienst tätig. Anschließend trat er in den Dienst der EU und durchlief dort eine vielstufige Karriere.
2004 wurde er Kabinettschef des Kommissars für Entwicklungshilfe und Humanitäre Hilfe, Louis Michel in der Kommission Barroso I, danach ab 2010 als Chef-Pressesprecher der EU in der Kommission Barroso II. Anschließend amtierte er von 2014 bis 2018 als Direktor für die EU-Beziehungen zur Afrikanischen Union, Süd- und Ostasien und den Indischen Ozean. Danach war er bis Oktober 2019 Stellvertretender Generaldirektor der Generaldirektion Internationale Entwicklung und Zusammenarbeit.